# Mieczysław Wejman

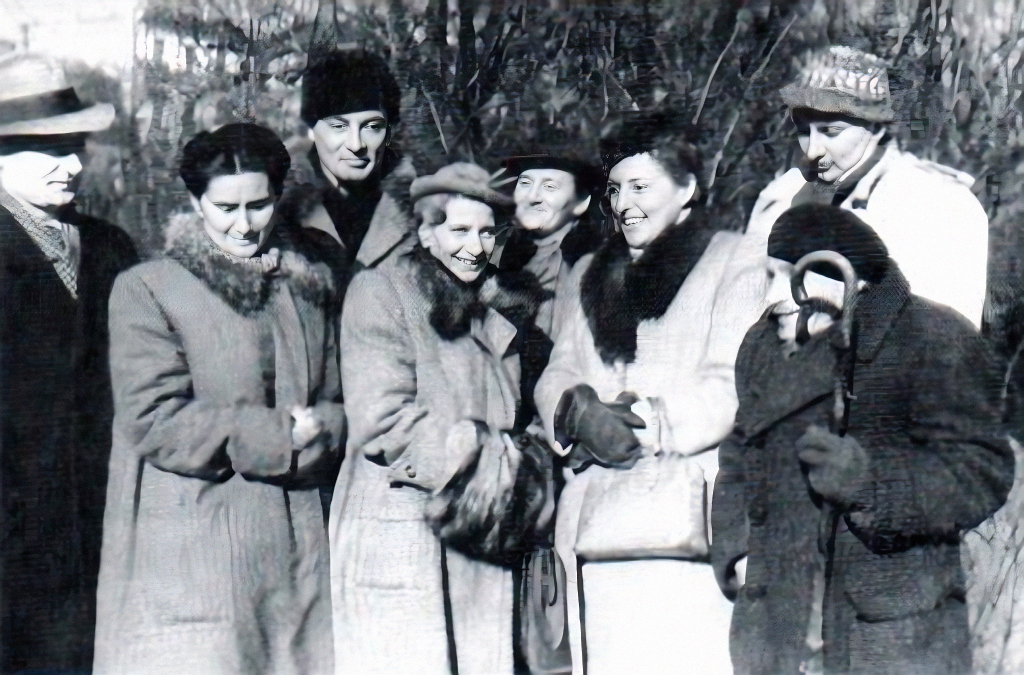
„Grupa 9 Grafików” – od lewej: Mieczysław Wejman, Helena Krażowska-Knotowa, Jerzy Bandura, Bogna Krasnodębska-Gardowska, Stefania Dretler-Flin, Krystyna Wróblewska, Adam Młodzianowski i Leon Kosmulski, 1949

Mieczysław Wejman (ur. 19 maja 1912 w Brdowie, zm. 27 listopada 1997 w Krakowie) – polski grafik i malarz. Profesor, rektor Akademii Sztuk Pięknych w Krakowie, współtwórca Międzynarodowego Triennale (ówcześnie Biennale) Grafiki. 
Absolwent warszawskiej ASP – dyplom u Mieczysława Kotarbińskiego (1939) oraz krakowskiej ASP – dyplom z malarstwa (1946) u Felicjana Szczęsnego Kowarskiego. Członek krakowskiej Grupy Dziewięciu Grafików (1947–1960). W latach 1949–1950 był dyrektorem Wyższej Szkoły Sztuk Plastycznych w Krakowie, a w latach 1952–1954 i 1967–1968 – rektorem krakowskiej ASP.
Uważany jest za inicjatora nurtu grafiki metaforycznej, wyróżniającego "krakowską szkołę grafiki". 
Autor cyklów grafik m.in. "Rowerzysta", "Ping-Pong", "Tańczący", "Sędziowie", "Księżyc" i cyklów obrazów: "Schody", "Pomnik". 
Udział w licznych wystawach m.in.: w Warszawie, Krakowie, Sopocie, Wrocławiu, Sofii, Wenecji, Trieście, Mediolanie, Weronie, Sztokholmie, Pradze, Awinionie, Tel-Awiwie, Dortmundzie, Oslo, Vancouver, Bercelonie i Essen. 
Do uczniów Mieczysława Wejmana należą m.in. Jacek Gaj, Tadeusz Jackowski, Marta Kremer, Janusz Karwacki, Włodzimierz Kotkowski, Andrzej Pietsch, Zbigniew Rabsztyn, Anna Sobol-Wejman, Jacek Sroka, Stanisław Wejman. Przez niektórych uczniów określany jako jeden z "ostatnich profesorów-bogów" krakowskiej Akademii Sztuk Pięknych.
W 1969 był członkiem Komisji Nagród Ministerstwa Kultury i Sztuki.
W latach 1986–1989 był członkiem Ogólnopolskiego Komitetu Grunwaldzkiego.

## Nagrody i odznaczenia
- Nagroda Ministra Kultury i Sztuki za działalność pedagogiczną (1964)
- Nagroda Państwowa I Stopnia za wybitne osiągnięcia na polu grafiki (1966)
- Krzyż Komandorski Orderu Odrodzenia Polski (1969)
- Medal 40-lecia Polski Ludowej (1984)[6]
- Odznaka tytułu honorowego „Zasłużony dla Kultury Narodowej” (1986)[7]
- Medal Komisji Edukacji Narodowej (1969)[8]